# Jacques Joseph Moreau de Tours
Pour les articles homonymes, voir Moreau.
Cet article possède un paronyme, voir Jacques Moreau.
Jacques Joseph Moreau dit Jacques Joseph Moreau de Tours, né le 3 juin 1804 à Montrésor et mort le 26 juin 1884 à Paris, est un médecin et psychiatre français.

## Biographie
Jacques Joseph Moreau fait ses études de médecine à Tours où il est l'élève de Pierre Bretonneau. En 1826, il poursuit sa formation à Paris. Il est interne à la Maison royale de Charenton sous la direction de l’aliéniste Jean-Étienne Esquirol. En 1830, il soutient sa thèse d'exercice de médecine intitulée De l’influence du physique relativement au désordre des facultés intellectuelles.
À la suite d'un voyage de 1836 à 1840 en Europe et en Orient, avec plusieurs patients d’Esquirol, il découvre les effets du « chanvre indien » (cannabis) et en rapporte des observations relatives à l’aliénation mentale qu’il étudie pour appuyer sa conception de la folie théorisée comme un délire identique au rêve.
Vers 1840, il ingère du haschich ramené du Caire pour en décrire précisément les effets psychotropes dans son traité Du hachisch et de l'aliénation mentale (1845). Pour lui, l'intoxication au hachisch est un moyen unique d'exploration du psychisme humain. Il est l'un des premiers médecins à avoir pratiqué un travail systématique sur l'activité des drogues dans le système nerveux central et à avoir classé, analysé et enregistré ses observations.
En 1840, il est reçu par concours médecin adjoint des quartiers des aliénés des hospices, et affecté à l'hôpital Bicêtre, en 1840. À partir de 1843, il codirige, avec Jules Baillarger, la maison de santé du Dr Esquirol à Ivry-sur-Seine, dont il devient, par la suite, propriétaire et directeur. 
Il est le créateur du club des Hashischins, où figurent également, un temps, Daumier et Delacroix, Théophile Gautier, Baudelaire, Flaubert, Dumas et Balzac ou Gérard de Nerval. Le résultat de ces études et expériences sur le haschisch est synthétisé dans l’ouvrage, paru en 1845, intitulé Du hachisch et de l’aliénation mentale, où il émet l’hypothèse que la drogue offre un aperçu de l’expérience affective en atténuant l’activité motrice de la conscience attentive. S’appuyant sur la division de Biran, il argue qu’en l’absence d’intellection, l’affection refait surface et démontre que les maladies mentales constituent non une défaillance de l’attention, mais une expression positive de l’activité psychique. Il est également le cofondateur, avec Jules Baillarger, François Achille Longet et Laurent Cerise, de la plus ancienne revue de psychiatrie au monde toujours publiée, la revue les Annales médico-psychologiques.
Il est le père de Paul Moreau de Tours, médecin, qui lui succède dans les fonctions de directeur jusqu’à sa mort, en 1908. Il a été ensuite chargé du service des aliénés à la Salpêtrière, en 1861, et de Georges Moreau de Tours, peintre.
Il meurt à son domicile de la rue Jouffroy d'Abbans à Paris le 26 juin 1884, et il est inhumé dans la 3e division du cimetière du Père-Lachaise.

## Distinctions
Il est chevalier de la Légion d’honneur[Quand ?].

## Publications

### Articles
- « Mémoire sur le traitement des hallucinations par le datura stramonium », Gazette Médicale de Paris, Paris, vol. ix, no 41,‎ 1841, p. 641-6 (lire en ligne, consulté le 10 septembre 2022).
- « De l'étiologie de l'épilepsie et des indications que l'étude des causes peut fournir pour le traitement de cette maladie », Mémoires de l'Académie de médecine, Paris, vol. 18,‎ 1854 (lire en ligne, consulté le 25 août 2022).
- « De l'identité de l'état de rêve et de la folie », Annales médico-psychologiques, Paris, vol. I, 3e série,‎ 1855, p. 361-408 (lire en ligne, consulté le 25 août 2022).

### Ouvrages
- Les Facultés morales considérées au point de vue médical, Paris, Rouvier et Le Bouvier, 1836, 156 p. (lire en ligne).
- Études psychiques sur la folie  (Extrait du Journal l’Esculape), Paris, Lacour & Cie, 1840, 17 p., in-8° (lire en ligne sur Gallica).
- De la folie raisonnante envisagée sous le point de vue médico-légal, Paris, 1840, 52 p. (lire en ligne).
- Recherches sur les aliénés, en Orient : Notes sur les établissements qui leur sont consacrés à Malte (Ile de), au Caire (Égypte), à Smyrne (Asie-Mineure), à Constantinople (Turquie), Paris, Bourgogne et Martinet, 1843, 30 p., in-8° (lire en ligne sur Gallica).
- Du hachisch et de l’aliénation mentale : études psychologiques, Paris, Fortin, Masson et Cie, coll. « Esquirol », 1845, 431 p., 1 vol. ; in-8° (lire en ligne sur Gallica).
- Lettres médicales sur la colonie d’aliénés de Ghéel (Belgique), Paris, Bourgogne et Martinet, 1845, 39 p., 1 vol. ; in-8° (lire en ligne sur Gallica).
- Un chapitre oublié de la pathologie mentale, Paris, V. Masson, 1850, 77 p., 1 vol. ; in-8° (lire en ligne sur Gallica).
- La Psychologie morbide dans ses rapports avec la philosophie de l’histoire : ou De l’influence des névropathies sur le dynamisme intellectuel, Paris, V. Masson, 1859, xiii-576, 1 vol. ; in-8° (lire en ligne sur Gallica).
- Traité pratique de la folie névropathique (vulgo hystérique), Paris, Germer Baillière, 1869, xxiv-206, 1 vol. ; 18 cm (lire en ligne sur Gallica).
- Titres à l’appui de la candidature du Dr Moreau (de Tours) à la place vacante dans la section de pathologie médicale à l’Académie nationale de médecine, Paris, Félix Malteste et Cie, 1869, 5 p. (lire en ligne).
- Pierre Dheur (suivi d’un chapitre sur les hallucinations, notes manuscrites et inédites du Dr J. Moreau (de Tours)), Les Hallucinations volontaires (l’état hallucinatoire), Paris, Société d’éditions scientifiques, 1899, 150 p., 1 vol. ; in-8° (lire en ligne sur Gallica).